# Stylosanthes scabra
Stylosanthes scabra es una especie de planta floral del género Stylosanthes, categorizada en la tribu Dalbergieae, de la subfamilia Faboideae.

## Distribución
Especie nativa de Argentina, Bolivia, Brasil, Colombia, Ecuador, Paraguay, Perú y Venezuela. Introducida en Estados Unidos y Australia. Crece en el bioma tropical.

## Taxonomía
Fue descrita por Julius Rudolph Theodor Vogel.
Tratamiento taxonómico
La especie aparece registrada y publicada en Linnaea: Ein Journal für die Botanik in ihrem ganzen Umfange 12: 69 (1838).